# Paul Banks

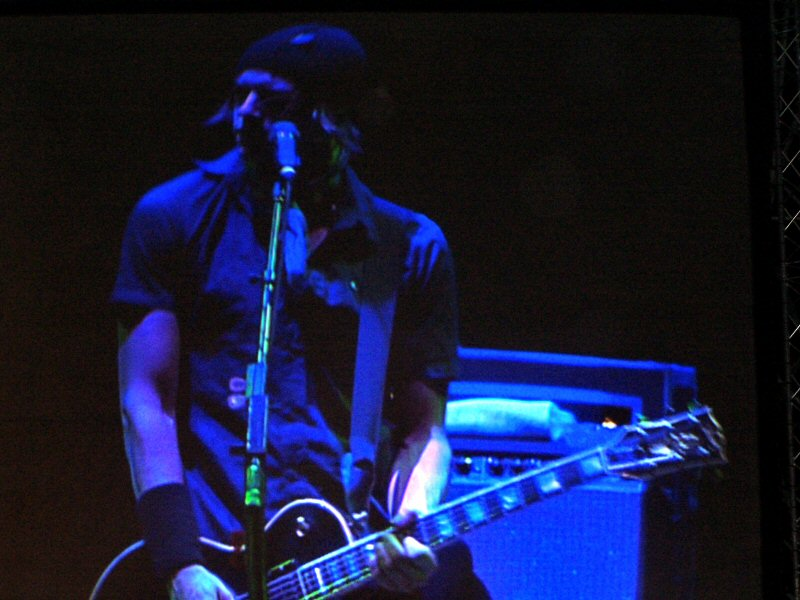
Paul em Sacavém 5 de Julho de 2007, concerto Super Bock Super Rock

Paul Julian Banks (Clacton-on-Sea, Essex, Inglaterra, 3 de maio de 1978) é o cantor, letrista e guitarrista da banda Interpol. Além da banda, Paul Banks atua como artista solo sob o pseudônimo de Julian Plenti.

## Biografia
Nascido na Inglaterra, sua família mudou-se para Michigan Michigan (EUA) quando ele tinha apenas 3 anos de idade. Depois, mudaram-se para Madrid e então para o México, onde Paul terminou a escola secundária na American School Foundation. Depois, ele estudou Ingles e Literatura na New York University, nos Estados Unidos.
Apos o término dos estudos, Paul trabalhou como assistente na revista “Interview” e logo depois em um café, com a ideia de ter mais tempo livre para dedicar-se a música. Foi durante uma viagem de intercâmbio a Paris que ele conheceu Daniel Kessler, que o convidou para tocar na banda Interpol. Hoje, Banks compõe as letras do Interpol.

### Interpol
Banks se juntou à banda no verão de 1997, quando ele se deparou com Daniel Kessler, com quem se encontrou em um programa de estudo no exterior, em Paris. Quando lhe pediram para se juntar a Interpol, Banks inicialmente recusou, mas depois de ouvir o tipo de música que eles estavam escrevendo, ele se juntou.
A voz de Banks, estilo de cantar, e as letras têm sido fortemente em comparação com, principalmente, Ian Curtis de Joy Division. Banks disse que ele não tenta imitar suas maiores influências, porque ele acha que não pode viver de acordo com eles, dizendo: "Eu nunca iria tentar cantar como Frank Black ou Kurt Cobain, porque você simplesmente não pode fazer isso". 
Desde a gravação do novo álbum do Interpol, El Pintor, ele assumiu funções de baixo, e no novo videoclipe para a canção "All The Rage Back Home" Banks pode ser visto tocando um Fender Precision Bass.

### Projeto solo
Em agosto de 2009 Paul Banks lançou seu projeto solo, usando o pseudônimo Julian Plenti. O álbum foi intitulado "Julian Plenti is...Skyscraper".
Um novo álbum solo com 5 cancões foi lançado em junho de 2012, intitulado "Julian Plenti Lives...". Foi disponibilizado 2 mil cópias em vinil e 1,5 mil em CD. O EP teve como primeiro single a canção inédita "Summertime Is Coming", além de contar com um cover de Frank Sinatra, "I'm a Fool to Want You".

### Banks
Banks é o segundo álbum solo de estúdio de Paul, lançado em 22 de outubro de 2012 pelo selo da Matador Records.  O primeiro single é a faixa de abertura, "The Base", que passou 7 semanas na parada Mexico Ingles Airplay, chegando ao 43º lugar. 
O ábum recebeu avaliações positivas de críticos musicais. No Metacritic, que atribui uma classificação média ponderada de 100 para avaliações de críticos tradicionais, Banks recebeu uma pontuação média de 65, com base em 23 avaliações, o que indica "avaliações geralmente favoráveis". 

### Instrumentos
Durante os primeiros anos da Interpol, Banks geralmente tocava uma guitarra Les Paul Custom preta. Ele, então, começou a usar uma Jaguar Fender e uma Gibson Flying V (por um tempo com a palavra "breasts" soletrada para fora em fita branca sobre ela) para canções do álbum Our Love to Admire e sua Les Paul para canções do álbum Antics e Turn on the Bright Lights, embora algumas músicas como "Obstacle 1" foram tocadas com Fender Jaguar por causa da impraticabilidade de comutação e canções como "Mammoth" foram gravados usando sua Les Paul, pela mesma razão. Paul Banks fez uso de sua Fender Jaguar como sua guitarra principal para a tour leg Our Love to Admire e também foi visto usando uma Gibson ES-135 para canções como "Not Even Jail", mas desde a tour leg de 2010, ele não tem sido visto usando desde o Jaguar ou Gibson ES-135 e só foi uma vez usando seu tradicional Les Paul, embora a Flying V pode ser visto no vídeo da música para "Barricade". Sua Gibson ES-135 no entanto, foi sua guitarra principal durante suas performances ao vivo como seu alter-ego Julian Plenti. Recentemente, durante shows ao vivo de seu trabalho solo, ele vem desempenhando com uma Fender Stratocaster com dois captadores humbucker e uma posição única para a bobina, meio possivelmente para que ele não tenha que mudar de guitarras entre as músicas para os diversos sons em seus discos solo.
Seus pedais incluem:
- BOSS TU-2
- Z.Vex Super Duper 2 in 1
- EHX Micro POG
- MXR Micro Amp
- MXR Bass Octave Deluxe
- Way Huge Swollen Pickle
- Ibanez TS9DX
- BOSS DN-2
- 2 MXR Carbon Copy Analog Delay (um conjunto em repetições mais elevadas)

Seus Pedais na Julian Plenti tour:
- BOSS TU-2
- Way Huge Aqua-Puss
- BOSS DN-2
- EHX POG 2
- Blackstar HT Dual Tube Distortion
- MXR Carbon Copy

Desde Antics (2004), ele usa dois amplificadores Fender Pro Reverb.